# HMS Ivy (K204)
HMS Ivy (K204) je bila nedokončana korveta razreda flower Kraljeve vojne mornarice. Gradnja ladje bi morala potekati v Harland & Wolff Ltd. (Belfast, Severna Irska), a je bila preklicana 23. januarja 1941.